# Лед
Ледът е твърдото агрегатно състояние на водата. Промяната към това състояние настъпва, когато течната вода се охлади до температура по-ниска от 0 °C при стандартно атмосферно налягане. Лед може да се формира и на по-високи температури при по-високо налягане, също така водата може да се запази течна до -30 °C при ниско налягане. Ледът, образуван при високо налягане, се отличава с различна кристална структура от нормалния лед.
Необичайно свойство на леда, замръзнал при налягане една атмосфера, е че е с около 8% по-ниска плътност от течната вода. Ледът има плътност 0,917 г/см3, докато плътността на водата е 0,9998 г/см³ при същата температура. Водата е най-плътна (около 1,00 г/см3) при температура 4 °C, като плътността ѝ намалява със започването на образуване на шестоъгълните кристали лед при спадане на температурата под 0 °C. Това се дължи на водородните връзки между водните молекули, като последните са по-неефикасни, когато водата е замръзнала. Всичко това резултира във факта, че ледът плава над течната вода – свойство с изключителна важност за земния климат.
Като твърдо вещество с кристална решетка ледът се счита за минерал.

## Видове лед
Ледът, който ни е познат от ежедневието, както и снегът, се определя като Ih, или лед с шестоъгълна структура. Подложен на високи налягания и различни температури ледът може да формира около дузина различни фазови състояния. Съвсем малко по-нестабилен от Ih е ледът с кубична структура (Ic).
В основата на снега стои снежинката – миниатюрен леден кристал, образуван от замръзнала вода върху микроскопична прашинка.
С едновременното понижаване на температурата и повишаване на налягането се формират останалите видове лед. Те са, както следва, II, III, V, VI, VII, VIII, IX, и X. Тези видове се различават по кристална структура, подредба на молекулите и наситеност.
В допълнение към истинските видове лед, в романа на Кърт Вонегът „Котешка люлка“ се появява измисления вид IX. Истинският лед IX няма характеристиките на описания от Вонегът вид.
Сланата е вид лед, образуван върху студените обекти от мъгла. Това образувание съдържа голямо количество въздух, което го кара да изглежда бяло, вместо прозрачно, и има плътност около 1/4 от обикновения чист лед.
Ледът също може да образува ледени висулки, подобни по външен вид на сталактитите, тъй като водата замръзва докато се стича надолу.
Някои други вещества (в повечето случаи течности) също биват наричани лед, когато са в твърдо агрегатно състояние; сух лед например е популярното название на твърдото агрегатно състояние на въглеродния двуокис.
Черният лед се образува на повърхността на снежни полета и ледници, когато слой от сняг или лед е изложен на специфични условия. Този слой става плътен и прозрачен поради известна комбинация от фактори.

## Употребата на лед
Когато ледът се топи, той абсорбира толкова топлинна енергия, колкото би била необходима да се затопли същото количество вода с 80 °C, като температурата му остава постоянно 0 °C. Поради това ледът от дълги години е използван като средство за охлаждане. До неотдавна сградата на унгарския парламент използваше през зимата лед, набавян от езерото Балатон, като основен елемент в климатичната инсталация. Ледохранилища се използват за съхранение на лед през зимата, както и за складове за нетрайни продукти. Първите хладилници са били наричани ледени кутии (iceboxes), защото са представлявали точно това – някакъв съд с парче лед в него. Лед на кубчета, както и натрошен лед се произвеждат предимно за напитки и коктейли.
Около 400 пр.н.е. в Иран един персийски инженер вече е владеел техниката за складиране на лед през лятото в пустинята. Ледът е бил носен през зимата от планините в големи количества, след това складиран в специални, охлаждани по естествен начин складове (хладилници), наричани яхчал (yakh-chal). Били са огромни подземни помещения (около 5000 м3) с дебели стени (поне 2 м в основата), направени със специален хоросан, съставен от пясък, глина, белтъци на яйца, вар, козя вълна и пепел в точни пропорции, като цялата смес е топлоизолационна. Считала се и за абсолютно непромокаема. Помещенията са имали достъп до водохранилище, и често са имали ветрокапани, чрез които е било възможно през летните дни температурата да се поддържа ниска. Ледът от тези хранилища се е използвал от благородниците за разхлаждане по време на събирания през горещите летни дни.
Ледът играе важна роля за някои зимни спортове, като фигурното пързаляне, хокей на лед, кърлинг и други. Понякога се строят конструкции от големи късове лед. Те обаче са предимно декоративни и не са подходящи за продължително обитаване. Въпреки това, в някои особено студени части на света съществуват ледени хотели, издържащи сравнително дълго.
Ледът присъства и в изкуството под формата на ледени скулптури.
Ледът може да е сериозен проблем за пристанищата. Затова пристанища, които са чисти от лед през цялата година, са особено важни. Такива са Мурманск (Русия), Петсамо (Русия, по-рано във Финландия) и Вардо (Северна Норвегия). Пристанища, които са обхванати от ледове, могат да бъдат достигани с помощта на ледоразбивачи.
Ледът, който се образува по пътищата, може да бъде изключително опасен. Черният лед е трудно да бъде разпознат, защото му липсва характерната лъскава повърхност. По време на суграшица или при валеж на сняг при температура близка до тази на топене, е възможно образуването на плътен слой лед по прозорците или по цялата повърхност на автомобила. В този случай ледът трябва да бъде премахнат поне от стъклата за да бъде възможно безопасно пътуване.
Когато температурите на открито се задържат ниски за дълъг период от време, е възможно образуването на дебел слой лед върху езера и други неподвижни водните площи (за замръзване на подвижните води като реките са необходими много по-ниски температури). Ледът може да стане достатъчно дебел, за да е възможно преминаването му с автомобил или камион. За да е безопасно преминаването, ледът трябва да е с дебелина поне 30 см. Човешката ненаситност за силни усещания дори води до възникването на автомобилни състезания върху лед, при които състезателят трябва да кара бързо, като едновременно с това да успява да контролира машината.
За жалост често се случва хора да пропадат през тънкия лед, образуван върху водни площи. Изследователи и различни организации продължават да търсят начин за помощ на хора, изпаднали в подобно положение, както и да предпазят тялото от шока, съпътстващ рязката промяна в температурата при подобни ситуации.